# Nevelés
A nevelés eredeti értelmében az a céltudatos és tervszerű, családban, iskolában, ifjúsági szervezetekben folyó tevékenység, amely arra irányul, hogy a felnövekvő nemzedéket a társadalom hasznos, építő tagjává formálja. Antropológiai tény, mivel a nevelés az emberi élet egyik alapvető, csak rá jellemző tevékenysége.
A nevelés olyan tevékenység, mellyel valaki(k) úgy kívánnak hatni másokra, hogy azok optimálisan fejlődjenek, erősödjenek abban amit a nevelők kívánatosnak tartanak és maradandóan változzanak abban, amit nem.

## Története

### Őskor
A nevelés az őskorban az emberi társadalommal együtt, a vadászat és gyűjtögetés folyamatában alakult ki. Feladata kezdetben az élelemszerzéshez szükséges eszközök készítésére és alkalmazására vonatkozó tapasztalatok átadása volt. A nevelés az őstársadalom kezdeti szakaszában, a mezőgazdaság kialakulásáig irányelvek nélkül zajlott, játékos keretek között. Ebben a korban a nevelés hagyományőrző, asszimilációs funkciója dominált. A tapasztalatok átadása fokozatosan vált egyre szervezettebbé. A gyerekek már egészen kis koruktól kezdve a felnőttek szerszámainak és harci eszközeinek élethű, de kicsinyített változatával játszottak, gyakoroltak. Az idősebbeket figyelve, utánozva tanultak, sajátították el a gyakorlati készségeket. A felnőttek ezt úgy segítették, hogy az egyes folyamatokat bemutatták, a nehezebb részeket esetleg többször is. Az oktatás-nevelést a közösség felnőtt tagjai nyilvánosan végezték, nem téve különbséget saját és mások gyermekei között. Az intézményes nevelés csíráit a beavatási rituálék, a felnőttkor elértének bizonyítása jelentették.

### Ókor

#### Mezopotámia
A sumernek, Mezopotámia első civilizációjának érdeme az írástudók képzését szolgáló első intézmények, az írnokképző "templomiskolák" megteremtése az i. e. 4. évezred végén. Ezek alatt nem a mai értelemben vett iskolákat kell érteni, nem voltak életkor szerint elkülönítve a gyerekek, nem voltak tantárgyak, tanórák, vagy tantervek sem. Az írás-olvasás tanítását utánoztatással és gyakoroltatással végezték. A tanító, az írástudó hivatalnok társadalmi elismertsége igen magas volt. Aki tudott írni-olvasni, az a vallási és a világi életben is vezető szerepre tehetett szert.
Az i. e. 2. évezredtől kétféle iskolát működtettek.  Az alapképzést, tehát az írást, olvasást, számolást és elemi tudományos ismereteket a "tábla háza" (édubba) nyújtotta. Ez a köznép fiai előtt is nyitva állt. A magasabb szintű képzés színhelye a "bölcsesség háza" (bét mummi) volt. Rendkívül erős volt a képzés hagyományőrző szerepe.
A "tábla házá"-ban igen nagy gondot fordítottak a sumer nyelv tanítására, akkor is, amikor az már holt nyelvvé vált, sumer-akkád fordításokat végeztek. Általában a szabad ég alatt folyt a tanítás, az épületet csak rossz idő esetén használták, a gyerekek a tanárok lábai előtt ültek. A tanítót, a "mestert" a "nagy testvérek", vagyis az idősebb diákok segítették munkájában. A tanítás egész nap folyt, gyakori volt a testi fenyítés alkalmazása.
A növendékek életkor és tananyag szerint alkottak különböző csoportokat. Az alapfokú képzésen túl itt, a tábla házában ismerkedtek meg a sumér-akkád költészet legfontosabb alkotásaival, a mítoszok, himnuszok, ráolvasások szövegeivel. Matematikai feladatokat is megoldottak. Az idősebbek oktatásának anyaga szakosodott, differenciálódott annak függvényében, hogy milyen életpályára készültek. Énekes, zenész, ráolvasó, pap, királyi írnok, "jegyző", orvos: ezek voltak a legnagyobb becsben tartott foglalkozások. A bölcsesség házában tanuló írnokok egyik legfontosabb tudománya a naptárkészítés volt.
A gyermeknevelés igen fontos szerepet töltött be, a gyermekeket tanulásra, fejlődésre képes embereknek tartották, elképzelésük szerint tőlük függött a város sorsa.

#### Egyiptom
A gyermekeknek Egyiptomban minél hamarabb felnőtté kellett válniuk, s a felnőttek életszabályai szerint kellett élniük. A legnagyobb dicséretnek számított, ha egy gyerekről azt mondták, hogy "felnőtt módra" beszél, úgy, mint egy "művelt férfi": szabatosan, választékosan. Egyiptomban is kiemelkedő szerep a különböző rendű és rangú írnokoknak. Feladataik közé tartozott az aprólékos adminisztráció, ügyiratok kezelése, adók nyilvántartása.
Az óbirodalom idejének kezdetén még az arra képes szülők tanították gyermekeiket az írás-olvasásra, az időszak végén, de leginkább a Középbirodalomban jelentek meg az első szervezett iskolák. Kezdetben a hieroglif írást tanulták, majd a hieratikust és a démotikust. Előkelőek és közrendűek gyermekei egyaránt jártak írnokképzőbe. Az írnokká válás az alsóbb néprétegek számára a felemelkedés lehetőségét kínálta, de természetesen csak akkor, ha a tanítás díját meg tudták fizetni. Négy-öt évig tartott az elemi rész, majd egy nagy múltú mester mellett járhattak képzésre. Húszas éveik közepére válhattak írnokká.
Legmagasabb műveltségűnek a papok számítottak, foglalkoztak természettudományokkal és zeneelmélettel is.

#### India
Az ókori Indiában úgy vélték, hogy a különböző kasztok gyermekei eltérő ütemben fejlődnek, ehhez a rendszerhez igazították a nevelést és az iskolákat. A művelődés központjában a Védák álltak. A brahmin-iskolákban a gyerekek kilencéves korukban kezdtek tanulni és általában 12 évig oktatták őket. Évente négy-öt hónapot töltöttek tanítójuk házában, ahol szigorú szabályok szerint éltek. Megismerkedtek az írás-olvasás tudományával, mesékbe foglalt erkölcsi tanításokat sajátítottak el. Később filozófiát, csillagászatot, és művészeteket tanultak. Az oktatás módszere a szigorú emlékezetbe vésés, a memorizálás volt.
A ksatrija kasztba tartozó gyermekek 12 évesen kezdték meg tanulmányaikat, alapoktatásuk megegyezett a brahmanokéval. Tanító célzatú mesékkel is megismerkedtek a Pancsatantra gyűjteményéből. Később hadászattal, a kormányzás tudományával és a törvényekkel foglalkoztak. Megismerkedtek a mezőgazdaság, az állattenyésztés és a kereskedelem alapjaival is. Jövendő harcosokról lévén szó, képzésükben kiemelt szerepet kaptak a katonai gyakorlatok.
A váiszják gyermekei 13 éves kortól tanultak két-három éven át mesterségeket, melynek alapjait apjuktól vagy az egyik rokonuktól sajátították el. Emellett megismerkedtek az írás-olvasás alapjaival, a számtannal, a levelek fogalmazásának gyakorlatával. A súdrák számára tiltott volt a Védák tanulmányozása.

#### Kína
Az i. e. 3. évezredben kibontakozó kínai kultúra jelentősen eltért kortársaitól oktatási szempontból. Jól strukturált iskolarendszer jött létre: megjelentek a tanítók, valamint a történelem során először a vizsgarendszer. A kínai iskolarendszer magját az alapiskolák alkották. Itt 5-10 éves fiúkat neveltek. Az írás-olvasáson kívül társadalmi együttélésre vonatkozó ismereteket is tanítottak. A szövegeket szó szerint vésték emlékezetükbe, mivel úgy vélték, hogy a szó szerint megtanult erkölcsi, etikai normák egyúttal a gyermek nevelését és jellemét döntően befolyásolják, változtatják.
Középfokú képzés a járási, tartományi iskolákban működött. Vizsgával záruló, 10-től 14 éves korig tartó képzés folyt ezekben az intézetekben. Az oktatásért itt már tandíjat kellett fizetni. A tananyag középpontjában találjuk az öt kánont (szent könyvet), az úgynevezett "King"-eket. Ezek a következőkből állottak: Változások Könyve, a Történelem Könyve, a Dalok Könyve, a Rítusok Könyve és az Évszakok Könyve. Konfuciusz gyűjtötte össze az öt könyv anyagát a legrégibb hagyományok alapján. A tanulók ezen a szinten már nem annyira a mechanikus emlékezetbe véséssel, hanem a klasszikus szövegek értelmezésével, magyarázatával foglalkoztak. Az ősi Kína hagyományait, értékrendjét közvetítő művek tanulmányozásának nem csupán a tudás gyarapítása volt a célja, hanem az érzelmi beleélés képességének fejlesztése és az erkölcsi érettség kialakítása is.
A Felsőfokú képzés feladata volt az állami tisztségviselők (mandarinok) képzése. A háromlépcsős állami vizsgarendszerre való előkészítés a tartományi iskolákban folyt. Az öt kánon tanulmányozása itt a négy klasszikus könyv (Beszélgetések és mondások, Mencius tanítása, A nagy tanítás, A közép mozdulatlansága) tartalmának megismerésével egészült ki.
Független külső hivatalok szervezték a versenyszerű keretek között zajló vizsgákat. A jelöltek nem használhattak segédletet, "puskát", akit csaláson értek, keményen megbüntették, nem tölthetett be semmilyen hivatalt többé ("elvesztette arcát"). A legkiválóbb jelöltek elnyerték a hivatalnoki rangot és a vele kapcsolatos nemesi rend fokozatait. Vizsgán a bukás nem jelentett életre szóló kudarcot, megbélyegzést. A sikertelen vizsgázók bámulatos kitartással jelentkeztek évtizedeken át a nagy megmérettetésre.
Alapfokú vizsgát 2-3 évente tartottak. Letétel esetén „virágzó tehetség” címet kaptak, de ezzel még hivatalba nem léphetett az illető. A középfokú vizsgák 4-5 évente voltak. Sikeres vizsga esetén „kitűnő tehetség” címet kaptak, amivel már hivatalba lehetett lépni. A felsőfokú vizsgát (birodalmi/udvari vizsga) 13 évenként (!) tartották, Sikeres vizsga esetén „legkitűnőbb tehetség” címet szereztek, amivel a legmagasabb hivatalnoki állást lehetett betölteni.

### Középkor
A feudális társadalomban a tudományt és az iskolát az egyház uralta. A különböző típusú iskolák főleg a papképzés szolgálatában álltak. A világi hűbéresek gyermekei sajátos, lovagi nevelésben részesültek, amelynek célja a hűbéri rendszer fenntartása érdekében az úgynevezett lovagi erények: engedelmesség, szótartás, hűség, bátorság elsajátítása volt.

### Reneszánsz és humazimus
A reneszánsz idején új pedagógiai elméletek születtek. A termelés fejlődésével különösen a természettudományok jelentősége növekedett meg. A pedagógusok olyan embereszmény kialakítására törekedtek, amely a természet tanulmányozása felé fordul és hasznos ismeretek megszerzésére törekszik.

## Nevelés-értelmezések

### A nevelés mint szükségletkielégítés
Ha az ember hiánylény, akkor a nevelés révén válik teljes értékű emberré, szüksége van a nevelésre az életben maradáshoz. Az egyik legalapvetőbb emberi szükséglet a biztonság. Az egyes irányzatok nem valami külső cél szolgálatába akarták állítani a nevelést, hanem magát az embert akarták e célkitűzéshez illő módszerekkel önismeretre és mások tiszteletére bírni.

### A nevelés mint a viselkedés pozitív irányú változtatása
Josef Dolch szerint a nevelés mindazoknak az emberek közti hatásoknak az összessége, amelyek arra irányulnak vagy azt eredményezik, hogy az ember viselkedésében és cselekvésében többé-kevésbé tartós pozitív változások következzenek be. A megnyilvánulások alakítása kondicionálással is végbemehet, nem szükséges hozzá nevelés.

### A nevelés mint értékközvetítés
Az alternatívák nélküli értéknevelést hívjuk értékmonistának, amely egy kizárólagos értékrend pedagógiai terjesztését tartják a nevelés fő feladatának (pl. a szocialista nevelés, vagy a nevelés értékközvetítésként való felfogása határozottan érvényesül a vallási megalapozottságú pedagógiákban). Értékkonfliktusok sajátos csoportja alakul ki abból, hogy nemcsak alternatív felfogásmódok léteznek, hanem megjelennek a másként gondolkodásnak az illegitim formái is.
A plurális értéknevelés szerint különféle alapértékek mentén egyidejűleg és egyazon társadalomban helye és joga van sokféle értéknevelésnek. Követői szerint mivel sok közösség és sok cél létezik, ezért nem létezhet valamiféle egységes és hierarchikus értékrendszer. Az értékek, célok ütköznek, sőt lényegüknek megfelelően összeegyeztethetetlenek. Ez azt jelenti, hogy az értékek mindig választásra kényszerítenek bennünket. Mihály Ottó szerint egy plurális társadalomban a jogszerűség keretei között a személyes értékek mindenképpen legitimek, függetlenül attól, hogy kevesen vallják azt.
A neutralizmus vagy értéksemlegesség hívei az értékforrások, értékhierarchia és számos tartalmi kérdés tekintetében intézményi semlegességre törekednek. Eleinte az értékválság áthidalását célozta. Az ilyen szellemiségű intézmény egyaránt befogadja a különböző értékek híveit, elemi követelménnyé válik az értéksemlegesség, sem nyíltan, sem manipuláltan nem akar sajátos értékrendet hirdetni.
Az értékteremtő nevelés szerint pedagógiai érték azáltal lesz valami, ha a nevelés célját előmozdítja, tökéletesíti az embert. Az értékek hol célként, hol eszközként, hol pedig mindkettőként szerepelnek a nevelésben, a dolgok nem nevezhetőek el egyszer és mindenkorra egy cél és egy eszközosztályba.

### A nevelés mint hatalomgyakorlás
A nevelés a hatalomgyakorlás szándékos, tehát nem öntudatlan aktusa. A szülői vagy a tanári pozícióból rendelkezni lehet az eleve alárendelt gyermekekkel, fiatalokkal és a nevelésben éppen ez a legfontosabb. A tanár gyakorlatilag minden hatalomforrással rendelkezik a tanteremben, azaz a társadalmi hatalomnak nagyon egyértelmű megtestesítője, a tanóra menetében más-más mértékben támaszkodik hatalomforrásaira. A feleltetés helyzete az, amikor szinte minden forrást mozgósít. A törvényesen elismert tudás, a hagyományos tekintély és a személyiség avatja a tanárt elfogadott vezetővé.

### A nevelés mint fejlesztő segítségnyújtás
Eszerint a nevelés arra irányul, hogy másokat fejlesztő aktivitásra bírjon. Kezdetben a gyereknek szüksége van a felnőtt segítségére, a nevelés "végét" az jelenti, hogy erre már nincs szükségük, képesek az önálló életre. A megfelelő kapcsolat csak akkor jöhet létre, ha a gyermekek elfogadják vezetőjüket, aminek alapvető szükséglete az elfogadás, a bizalom

### A nevelés mint az emberi erőforrás-termelés része
Gáspár László a népesség egészében felhalmozott értéktermelő képességeket értette emberi erőforrásokon. Képességtermelő folyamat: életképesség termelése, szociális életképesség termelése, általános képességek termelése, speciális képességek termelése, életvezetési képességek termelése.

### A nevelés mint személyiségfejlesztés
Andrássy György szerint kétféle nevelési cél van: vallásos vagy nem vallásos meggyőződéshez kötött cél, a személyiség teljes kibontakozása. Hogy valaki mit, mennyit sajátít el, az már szubjektív feltételeken is múlik, az elsajátítás akarásán és az elsajátítási képességeken. A nevelés nem tudja megteremteni az emberi teljesség valamennyi feltételét, de jelentősen hozzájárulhat, megalkotva a pedagógiai feltételcsoportot.

## Lásd még
- Neveléstudomány
- Pedagógia
- Oktatás